# Kiruna
Kiruna este cel mai nordic oraș din Suedia, situat în provincia Lappland, și reședința comunei cu același nume din län-ul Norrbotten. În 2010 avea 18.148 locuitori.
Trecutul zonei în care a fost ridicat orașul este strâns legat de poporul sami, care a început să se stabilească acolo cu 6.000 de ani în urmă. Orașul Kiruna propriu-zis a fost fondat în anul 1900 și a devenit rapid un centru important al industriei miniere și al extragerii minereului de fier din Suedia. În timpul celui de-Al Doilea Război Mondial, cantități mari de fier erau transportate cu trenurile spre coasta de est, de unde erau trimise mai departe spre sud, pentru a fi vândute Germaniei.
În 1964 a fost constituit Centrul Spațial Esrange în Kiruna, unul din cele două astrodromuri aflate sub controlul direct al Agenției Spațiale Europene. În Kiruna își mai au sediul Institutul de Fizică Spațială și Departamentul de Știință Spațială al Universității de Tehnologie din Luleå.
Kiruna este o destinație populară pentru turiștii suedezi și internaționali datorită hotelului de gheață de la Jukkasjärvi, situat la 17 km depărtare de oraș.

## Istorie
Cercetările arheologice au demonstrat că regiunea din jurul orașului a fost locuită începând cu 6.000 de ani în urmă. Populația locală sami a știut despre prezența minereului de fier în munții Kiirunavaara și Luossavaara cu secole înainte de fondarea orașului. Ofițerul și cartograful suedez Anders Hackzell a întocmit harta zonei în 1736 și a redenumit munții în Fredriks berg și respectiv Berget Ulrika Eleonora după regele Suediei Fredrik I și soția sa Ulrika Eleonora.
Chiar dacă cantitatea de fier descoperită a fost substanțială, nu s-au inițiat exploatări miniere din cauza amplasării izolate și a climei aspre. Unele lucrări au fost desfășurate în sec. al XIX-lea: extragerea minereului era efectuată pe timp de vară, pe când transportarea acestuia era realizată pe sănii trase de cai și reni în timpul iernii. Costurile acestei operațiuni erau însă înalte, iar minereul de o calitate joasă, fiind contaminat cu fosfor. Procesul separării fosforului de minereu a fost inventat abia în 1878 de către Sidney Gilchrist Thomas și Percy Gilchrist.

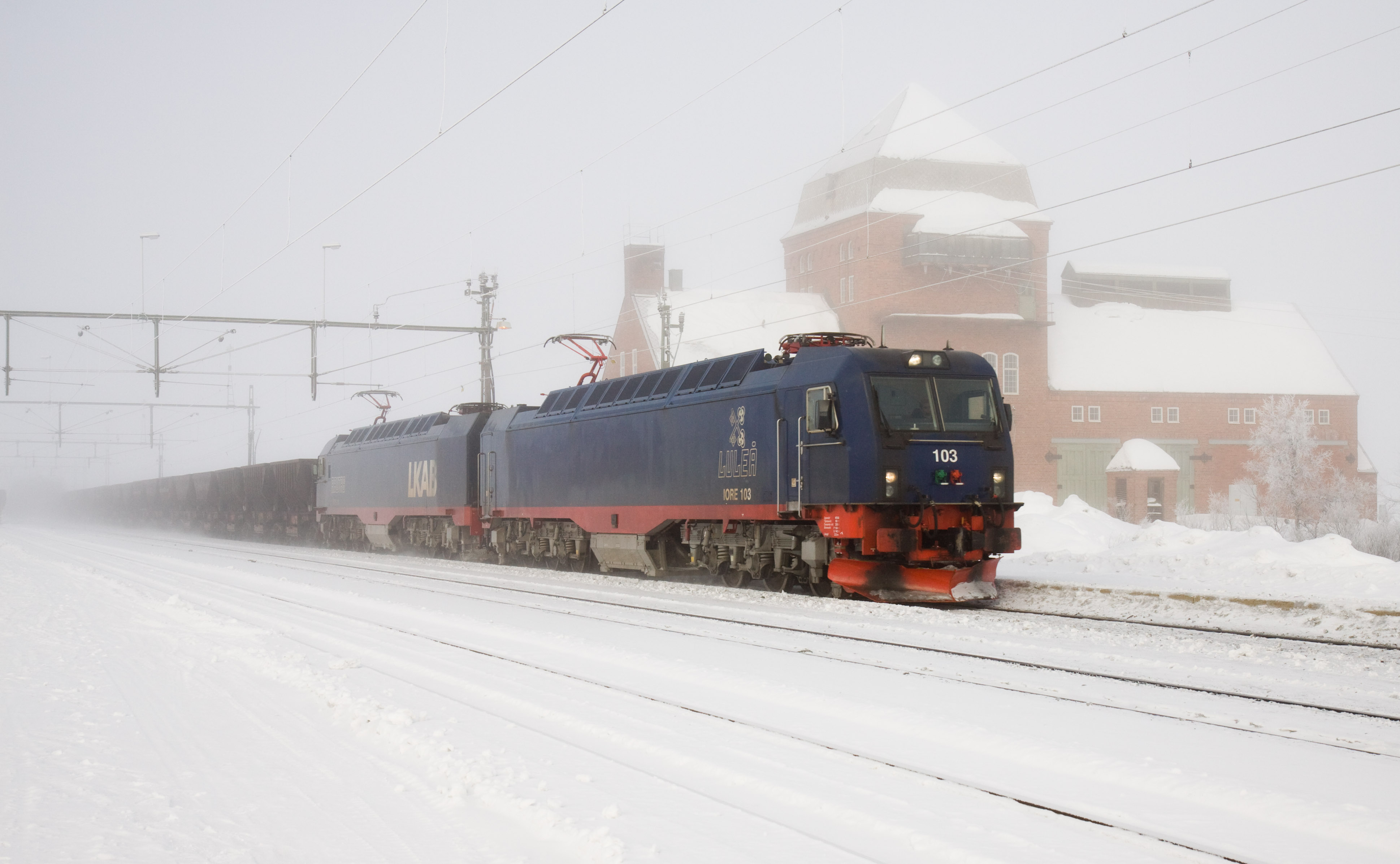
Un tren cu locomotiva din clasa Iore trecând pe lângă Vassijaure

În 1884, compania britanică The Northern of Europe Railway Company a obținut o concesiune pentru o cale ferată de la Luleå spre Narvik. Linia provizorie care unea Luleå cu Malmberget a fost terminată în 1888, iar primul tren a plecat din Malmberget în martie aceluiași an. Puțin mai târziu, compania engleză a dat faliment și a fost nevoită să vândă linia la un preț de 8 milioane de coroane, aproximativ jumătate din suma investită inițial. După o renovare substanțială, calea ferată spre Gällivare putea fi folosită din nou și compania Aktiebolaget Gellivare Malmfält (AGM) a început extragerea minereului de fier la Malmberget. 
În 1890 a fost fondată Luossavaara-Kiirunavaara Aktiebolag (LKAB) din inițiativa lui Robert Schoug. LKAB a insistat asupra continuării Căii Ferate a Minereului de Fier (Malmbanan) prin Luossavaara și Kiirunavaara spre coasta dezghețată a Norvegiei. Prelungirea căii ferate spre Narvik a fost controversată, deoarece adversarii se temeau de influența Rusiei (pe atunci stăpânind Finlanda), care deja era conectată la sistemul feroviar suedez via Haparanda-Tornio.  

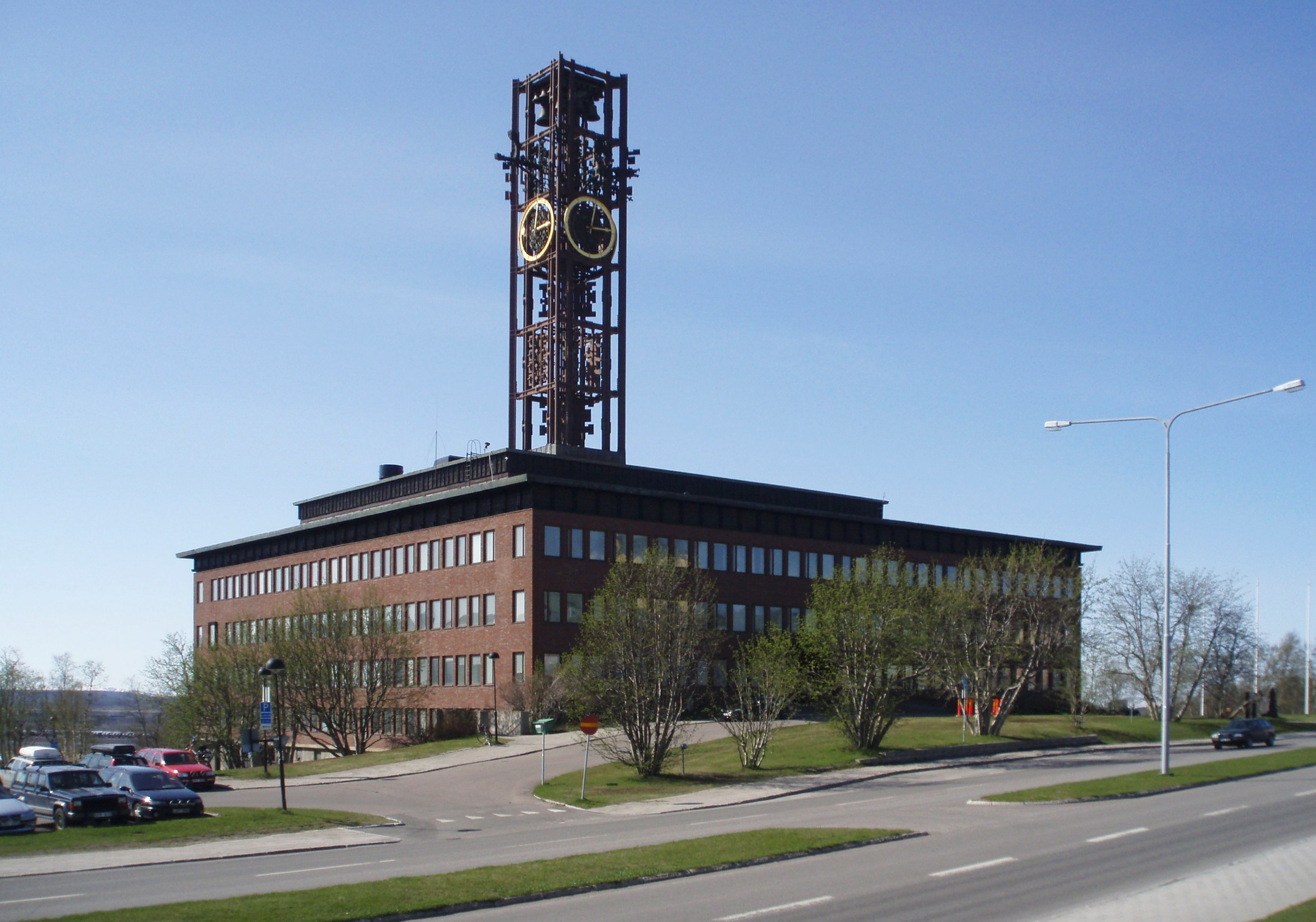
Primăria orașului Kiruna în timpul verii

Decizia de a construi calea ferată până la Narvik a fost luată în 1898. Linia a ajuns la Kiruna la 15 octombrie 1899, iar secțiunea suedeză a fost unită cu cea norvegiană la 15 noiembrie 1902. Pentru LKAB proiectul a fost atât de scump încât au evitat cu greu falimentul în 1901, la puțin timp după începerea extragerii miniere. Regele Oscar al II-lea a deschis oficial linia de cale ferată la 14 iulie 1903.  
Arhitecții Per Olof Hallman și Gustaf Wickman au fost însărcinați cu proiectarea viitorului oraș care urma să fie construit la Haukivaara, în apropierea celor două mine. Aceștia au ținut cont de condițiile geografice și climaterice, o abordare pe atunci revoluționară. Fiind construit pe un deal, Kiruna se bucură de temperaturi de iarnă mai blânde, spre deosebire de celelalte orașe din apropiere, iar datorită poziționării și planului stradal puterea vântului este limitată. Planul lui Hallman a fost acceptat la 27 aprilie 1900.  
Gustaf Broms a propus ca noua așezare să fie denumită Kiruna, un nume scurt și practic care putea fi pronunțat și de vorbitorii de suedeză. LKAB l-a numit pe Hjalmar Lundbohm manager local în Kiruna, în pofida faptului că acesta nu terminase nici liceul, și nici studiile sale de geologie.  

### Începuturile așezării

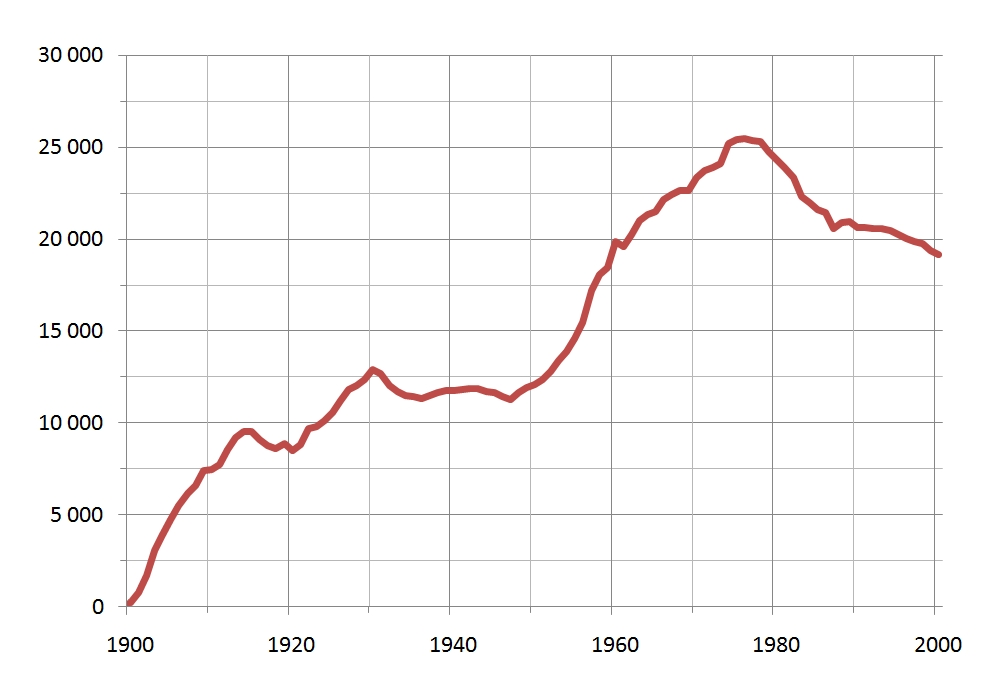
Evoluția populației în orașul Kiruna

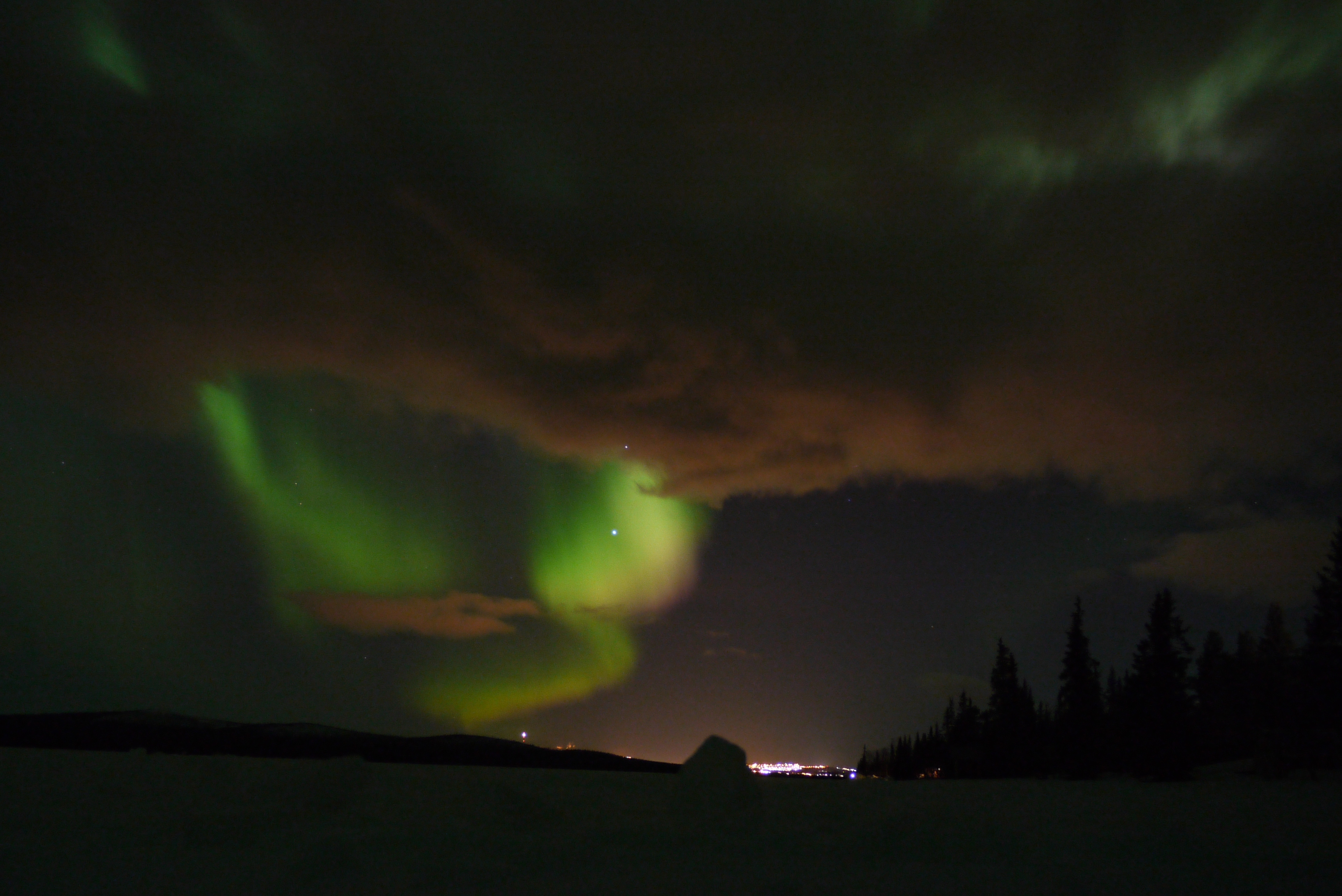
Aurora polară fotografiată din suburbiile orașului

Înainte ca planul să fie acceptat, casele erau construite dezorganizat, cu mahalale ilegale similare celor din celălalt oraș minier, Malmberget, la 80 km sud de Kiruna. Clădiri provizorii seveau drept biserică, școală, spital, hotel și secție de poliție. Reședințele oficiale au fost ridicate rapid, însă, și toate locuințele ilegale și clădirile provizorii fuseseră deja demolate atunci când regele a deschis oficial calea ferată în 1903. Prima casă ridicată, denumită B:1, s-a păstrat până în prezent și poate fi văzută în Hjalmar Lundbohmsgården. În 1899, 18 locuitori erau înregistrați pe locul viitorului oraș. În 1900 numărul acestora a crescut la 222, ca mai apoi să ajungă la 7438 în 1910 și 12884 în 1930.  
Spațiul locativ nu a reușit să țină pasul cu această creștere rapidă; în 1910 erau înregistrate numai 1877 de camere oficiale și câteva reședințe nerecunoscute, ceea ce înseamnă că în mediu între trei și patru persoane locuiau într-o singură cameră. Această densitate a scăzut treptat în următoarele decenii. În 1908, Kiruna a primit statutul de municipalsamhälle (comunitate într-o municipalitate), ceea ce a nemulțumit mai multe organizații locale precum Luossavaara-Kiirunavaara Arbetareförening, care sperau că localitatea va deveni un köping, echivalentul unui târg în română. Acest statut i-ar fi permis să oprească un procent mai mare din veniturile exploatării miniere pentru investiții locale. Pe de altă parte, compania minieră LKAB a plătit din fondurile proprii pentru construcția unui spital, unei stații de pompieri, unei biserici (deschisă în 1912), dar și pentru canalizare și drumuri.

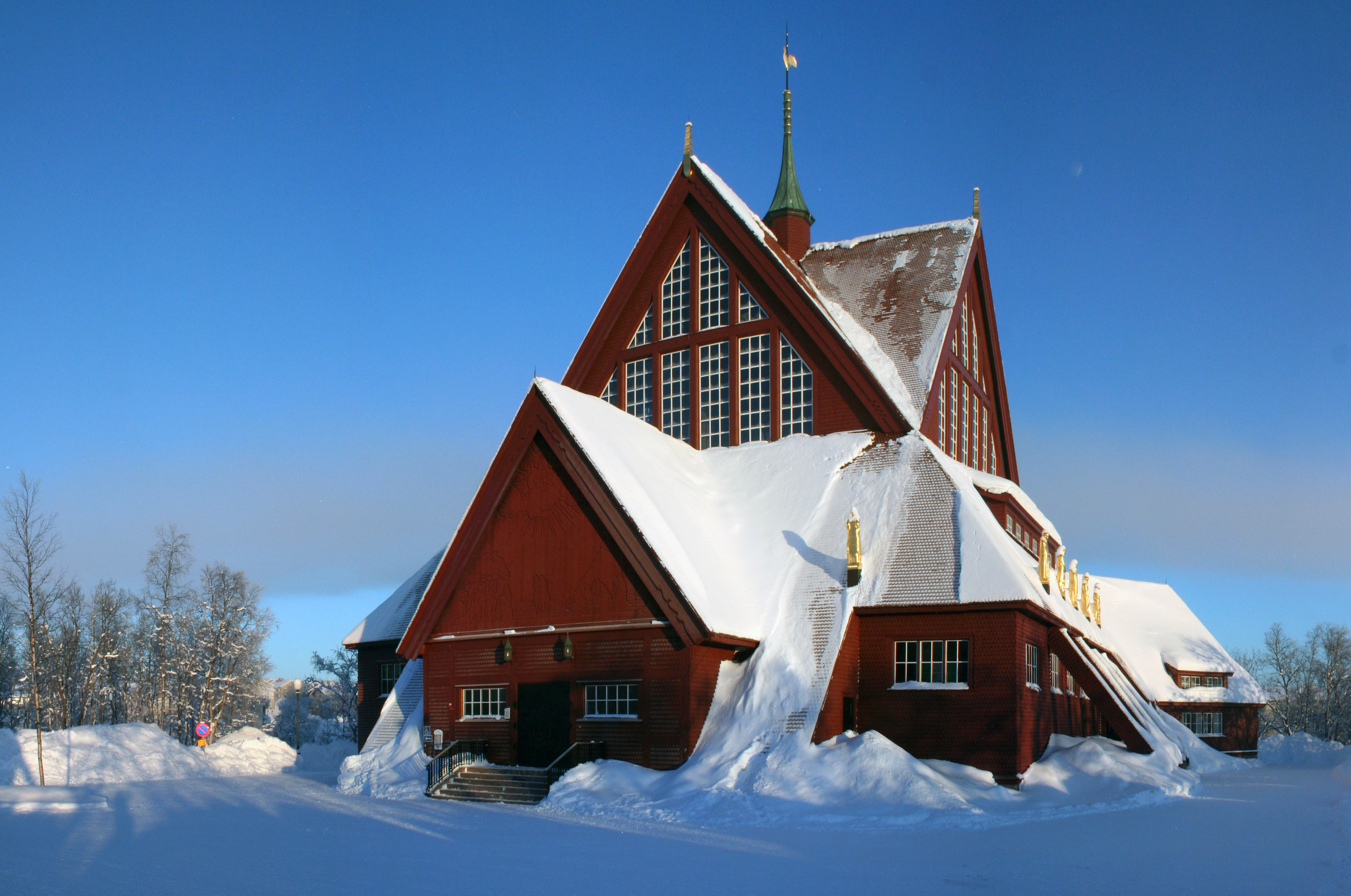
Biserica Kiruna

În aprilie 1907, a fost dată în folosință o rețea de tramvaie în Kiruna, fiind cea mai nordică din lume la momentul dat. Minerii nu mai erau nevoiți să parcurgă în frig kilometri întregi pe jos până la locul de muncă. Rețeaua era formată din trei linii: bergbanan (funicularul), stadsspårvägen (tramvaiul orășenesc) și gruvspårvägen (tramvaiul minier). Funicularul a fost închis în 1955 după ce un drum spre mină a fost construit în 1949. Traseul tramvaiului orășenesc avea o lungime de 8 km și era unic datorită ecartamentului său de 1 m, ferestrelor duble și vagoanelor încălzite. Acesta a fost închis în 1958, fiind înlocuit treptat de autobuze. Un tramvai separat era utilizat în interiorul minei între 1941 și 1964. Vagoanele acestuia erau cumpărate de la alte linii de tramvai, deja sistate, din întreaga Suedie.
Extragerea minereului de fier a prosperat în prima jumătate a sec. XX. Înainte ca aceasta să fie inițiată la Kiruna, Hjalmar Lundbohm era îngrijorat că iarna tipică zonei nu ar permite deloc munca în aer liber, dar în pofida cercetării timpurii a mineritului subteran, cel de suprafață a predominat în primii ani. S-a încercat mecanizarea lucrului folosind excavatoare cu aburi, dar clima rece a creat dificultăți considerabile și doar intoducerea utilajului electric în al doilea deceniu al sec. XX a asigurat un nivel semnificativ de mecanizare. Vârful muntelui Kiirunavaara, Statsrådet, se ridica la 247,7 m deasupra lacului Luossajärvi înainte ca acesta să fie aruncat în aer în 1910 într-un mod spectaculos.
O grevă generală a paralizat Suedia în 1909 și Kiruna nu a fost nici el cruțat. Sperând la un viitor mai bun, mii de oameni au părăsit orașul, 500 de locuitori emigrând în Brazilia. Majoritatea s-au întors, dezamăgiți că viața în America Latină nu era aceea la care au visat. Hjalmar Lundbohm le-a împrumutat personal bani unora pentru călătoria înapoi.
În timpul Primului Război Mondial extragerile de minereu de fier au atins cel maj jos nivel din istoria LKAB. Odată cu creșterea exporturilor au crescut și cerințele muncitorilor, care în 1920 au intrat în grevă. Aceasta a durat timp de trei luni și a dus la creșterea salariilor minerilor cu 20%. Producția a coborât la un nou minim în 1922, și chiar dacă a fost introdusă săptămâna de lucru de trei zile, aceasta a înregistrat o cantitate de record de nouă milioane tone în 1927. Marea Depresie a cauzat o scădere de 70% a producției de minereu de fier, urmată de o creștere dramatică în ajunul celui de-al Doilea Război Mondial.
În 1921 s-a început exploatarea celuilalt munte de lângă Kiruna, Luossavaara. Cantitatea de minereu care putea fi extrasă aici era mică în comparație cu Kiirunavaara și LKAB a decis să-și concentreze eforturile într-un singur loc. Cu toate acestea, activitățile miniere au continuat aici până în 1974, mai târziu fiind transformată într-o mină de cercetare.
Inițial niciun drum nu conecta Kiruna cu restul Suediei, singura legătură fiind feroviară sau, în timpul verii, cu vaporul pe râurile Torne și Kalix spre Jukkasjärvi și Håmojåkk. Un drum de la Kiruna spre Tuolluvaara a fost construit în 1901, unul spre Poikkijärvi a fost dat în exploatare în 1909, spre Alttajärvi - în 1913, fiind conectat cu Svappavaara în 1926, de unde alte drumuri duceau spre Pajala via Vittangi, și spre Gällivare via Lappesuando.
Chiar dacă un mic număr de turiști au început să viziteze regiunea din secolul XIX, numai completarea căii ferate a făcut ca turismul să fie cu adevărat posibil. Turiștii erau interesați în special de râuri și munți, în timp ce geologii și grupuri întregi de studenți veneau să vadă mina. Un festival anual al sporturilor de iarnă reușea de asemenea să atragă oameni din diverse regiuni, în timp ce cultura populației sami a constituit o atracție încă din primele zile ale orașului.

### Al Doilea Război Mondial
Comuna Kiruna are frontieră comună cu Finlanda și Norvegia, orașul însuși fiind situat relativ aproape de ambele țări. Din această cauză mulți soldați erau aduși în zonă de fiecare dată când era instituită mobilizarea armatei: întâi în septembrie 1939, după invadarea Poloniei de către Germania, apoi în noiembrie 1939, după invadarea Finladei de către Uniunea Sovietică. În ambele cazuri, soldații suedezi nu au participat la nicio luptă. În martie 1940 Churchill a solicitat permisiunea de a transporta soldați de la Narvik (Norvegia) spre Finlanda prin Kiruna și Haparanda în cadrul Operațiunii Catherine. Cererea a fost respinsă de teamă că prezența soldaților britanici în apropierea minei de fier de la Kiruna ar provoca un atac din partea Germaniei.
După invazia germană în Norvegia, grupuri de cel puțin zece soldați erau staționate lângă fiecare pod de-a lungul Căii Ferate a Fierului pentru a le arunca în aer dacă armata germană ar fi invadat Suedia. Pe lângă aceasta, prezența cetățenilor străini era interzisă în Kiruna sau în apropierea căii ferate, și numai localnicii, samii, personalul militar și administrativ aveau voie să circule între Kiruna și Riksgränsen.
În pofida neutralității Suediei, vagoane cu alimente, schiuri și căști au fost trimise de la Kiruna soldaților norvegieni din Bjørnfjell. Soldații răniți și căzuți în bătălia de la Bjørnfjell (15 aprilie 1940) au fost mai apoi evacuați în orașul suedez.
Minereul de fier de la Kiruna a avut o importanță majoră pentru industria militară germană. Un grup de angajați LKAB s-au organizat în cadrul Wollweberliga pentru a sabota transporturile spre Germania. La sfârșitul lui noiembrie 1941, Edvard Nyberg, Ernst Wollweber și alții au confecționat o mină care trebuia atașată la vagoanele cu minereu. Nyberg a fost prins, însă, și dat afară din LKAB, petrecând trei ani și jumătate în închisoare. După eliberarea sa a fondat Nybergs Mekaniska Verkstad, care este una dintre cele mai mari companii din Kiruna până în prezent.
Germania a solicitat Suediei să le permită utilizarea rețelei de căi ferate pentru transportarea echipamentului militar, dar guvernul suedez a acceptat doar tranzitul cu caracter umanitar, nu și a soldaților combatanți. Germanii au argumentat că Norvegia se află în întregime sub ocupație, iar soldații nu mai erau implicați în lupte sau operațiuni militare. Astfel un volum mare de echipament militar, muniții, dar în secret și de trupe a fost transportat din sudul Norvegiei spre nord via Malmbanan și Kiruna. Soldații erau duși de obicei în transporturi declarate oficial de materiale. Chiar dacă era împotriva regulamentului, soldații germani au interacționat considerabil cu localnicii suedezi, printre altele făcând schimburi comerciale și participând la meciuri de fotbal cu aceștia.
În timpul războiului, un număr de până la 2000 de refugiați din 20 de țări au fost ținuți în Kiruna. Prizonierii de război ai germanilor, care au scăpat cu viața din avioanele prăbușite, erau cazați în Kiruna înainte să fie transportați în sud. În același timp actele minore de sabotaj, precum introducerea nisipului în motoare, erau răspândite, iar armele nesupravegheate ajungeau deseori la fundul lacului Luossajärvi, din apropierea stației de cale ferată.
O bază radio a fost construită în secret la nord de Torneträsk, la Kaivare, fiind folosită de rezistența norvegiană. Era de asemenea utilizată pentru a furniza în mod clandestin armament norvegienilor, dar și pentru a evacua refugiați din zona ocupată.

### Perioada postbelică

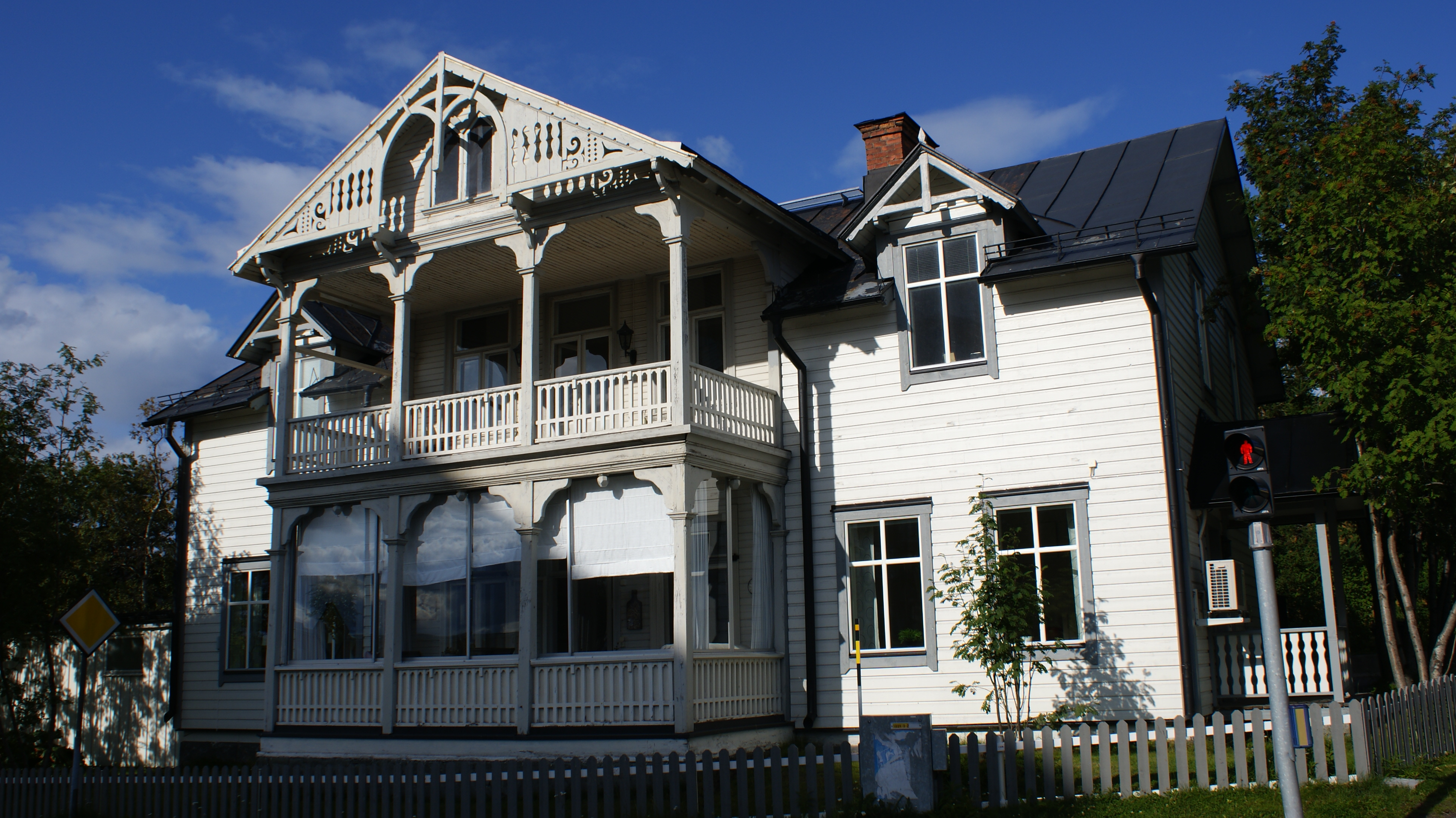
Un conac vechi în apropiere de centrul Kirunei.

În 1948 Kiruna a obținut statutul de oraș și a început să primească sume considerabile de bani din exploatarea minei. Centrul orașului a fost renovat începând din 1953; majoritatea clădirilor ridicate înainte de 1920 au fost demolate și înlocuite, multe din clădirile curente fiind construite în perioada imediat următoare. Orășelul a crescut în mărime, iar pe lângă noi blocuri de locuit și vile în cartierele existente au luat ființă și cartiere noi. Zona cunoscută acum sub numele de Lombolo a fost construită în anii '60.
După război economia orașului a început să se diversifice. Inițial, mecanizarea industriei miniere a dus la formarea mai multor ateliere care produceau utilaje pentru mina din zonă, dar care erau companii independente cu mărfuri care puteau fi vândute și în alte zone. În anii '50 a fost creat fondul de investiții Norrlandsfonden. Profiturile de la LKAB erau investite în acesta pentru a diversifica economia locală. Municipalitatea a început să împrumute bani companiilor recent formate la rate avantajoase, un sistem ce a durat până în 1959 când băncile, care insistau că aceasta era competiție falsă, au instituit reguli mai relaxate pentru creditare. Zona industrială din estul orașului a fost construită în anii '50 pentru a separa activitatea industrială de zonele rezidențiale.

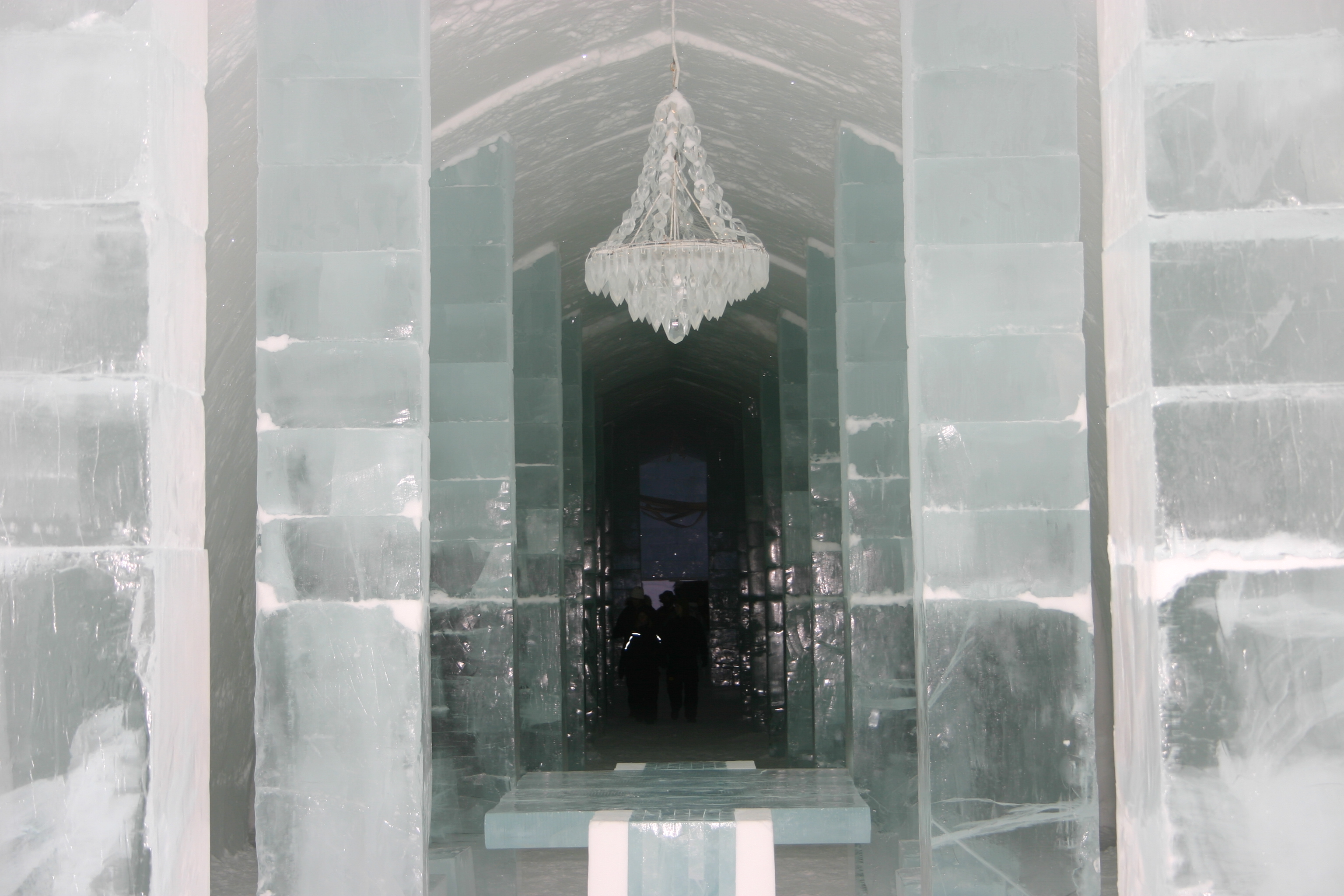
Hotelul de Gheață de la Jukkasjärvi

La 10 noiembrie 1960 a fost deschis aeroportul Kiruna, pentru a separa traficul aerian civil de avioanele militare. Acestea din urmă aterizau la aeroporturile de la Kalixfors și Luossajärvi începând cu Primul Război Mondial. Un drum spre Nikkaluokta a fost deschis în 1971, pe când cele spre Riksgränsen și Narvik au fost date în exploatare în 1984. În jurul ultimului s-au ținut dezbateri aprinse, deoarece a existat un plan alternativ pentru un drum spre Norvegia în partea nordică a Torneträsk, via Laimo, Kattuvuoma, Salmi, spre Innset și Bardu din Norvegia. Acest drum nu a mai fost construit, dar din inițiativa localnicilor în 1962 a fost finalizat în schimb un traseu lung de 25 km între Laimo și Salmi. Acesta, numit Talmavägen, nu are nicio legătură directă cu restul rețelei rutiere din Suedia.
Extinderea căilor de comunicații a adus beneficii considerabile turismului. Căile ferate de stat (suedeză: Statens Järnvägar) ale Suediei organizaseră linii turistice speciale și înainte de al Doilea Război Mondial, dar după război aceștia au deschis o linie specială de tren între orașele Göteborg și Kiruna, prin urmare conectată la vasele de croazieră care ajungeau în port. Clubul de kaiac-canoe din oraș a fost fondat în 1972, iar raftingul pentru turiști a fost restabilit după o întrerupere de 20 de ani, cauzată de înecul lui Valfrid Johansson. Până în anii '80 turismul a rămas o activitate de vară, dar din 1983 turiștii au posibilitatea să se plimbe în sănii trase de câini la Jukkasjärvi. În 1990 s-a construit primul hotel de gheață la Jukkasjärvi, tradiție repetată în fiecare din iernile următoare. La ridicarea lui au fost folosite tehnici de la construcția Căii Ferate a Minereului de Fier (Malmbanan) cu 90 de ani în urmă, fiind de asemenea inspirat de Festivalul Zăpezii, inaugurat în 1986 cu ocazia lansării satelitului artificial suedez Viking. Din 1998 există o zonă turistică în interiorul minei, iar din 1999 turiștii pot vizita diferite centre de cercetare din Kiruna. 

### Strămutarea orașului
Strămutarea orașului Kiruna este un proiect de reconstrucție inițiat din cauză că mina Kirunavaara, administrată de LKAB, pune în pericol centrul curent al orașului. Mai multe clădiri urmează a fi demolate sau mutate. Centrul orașului va fi mutat conform planului la 3 km distanță spre est.
Deformările solului au devenit evidente în 2003, iar relocarea s-a început în 2007.
În 2004 s-a decis ca actualul centru al municipalității să fie mutat în altă parte pentru a contracara surpările cauzate de activitățile miniere. Acest proces urma să fie întreprins treptat pe parcursul deceniului următor. La 8 ianuarie 2007 s-a propus noua locație, spre nord-vest, la poalele muntelui Luossavaara, pe malul lacului Luossajärvi.
Primele lucrări de strămutare au fost executate în noiembrie 2007, când s-a început construcția noii conducte de canalizare.
În aceeași săptămână au fost puse la dispoziție primele schițe ale planului general pentru noua parte a orașului. Schițele includ o gară (centru de călătorii), o nouă primărie și biserica, plus un lac artificial și o extensiune a dealului Luossavaara în oraș. Amplasamentul noului segment al autostrăzii E10 și a căii ferate încă nu a fost determinat. O schiță mai completă a fost publicată la începutul primăverii anului 2008, fiind ulterior discutată cu diferite grupuri de interes înainte ca următoarea versiune să fie creată.
În iunie 2010, consiliul municipal a decis că orașul va fi mutat spre est (la 67°51′1″N 20°18′2″E), în direcția localității Tuolluvaara, și nu spre nord-vest așa cum sugera prima propunere. Strămutarea orașului a fost inițiată în 2014 și este preconizat să se încheie înainte de 2100. White Arkitekter AB din Stockholm și Ghilardi + Hellsten Arkitekter din Oslo au câștigat contractul de a proiecta noul oraș împreună cu cercetătorii de la universitățile din Luleå și Delft. Conceptul acestora prevede un centru urban mai dens populat axat pe durabilitate, infrastructură verde și albastră, pietoni și transport public, în detrimentul automobilelor.

## Geografie
Kiruna se află în nordul Suediei, la 145 km nord de cercul polar arctic. Centrul orașului este construit pe dealul Haukavaara la o altitudine de 530 m, mult deasupra râurilor Torne, de la nord, și Kalix, de la sud. Celelalte două părți ale orașului sunt Lombolo și Tuolluvaara. Lângă Kiruna se găsesc munții Kiirunavaara și Luossavaara. Kiirunavaara este o mină de fier și principala resursă economică a localității. Luossavaara a găzduit și el o mină în trecut, dar acum este folosit drept pantă de schi.
Orașul este construit lângă lacul Luossajärvi, care prin Luossajoki sa varsă în râul Torne la Laxfors. Zona din jurul Kirunei este foarte slab populată. Nord-vestul, vestul și sud-vestul sunt dominate de munții Scandinaviei, vizibili din centrul orașului. Cel mai înalt munte al Suediei, Kebnekaise, se află la 75 km depărtare de oraș. La vest este amplasat Nikkaluokta, iar la nord-vest se află Abisko, Björkliden, Riksgränsen și orașul norvegian Narvik, la 180 km distanță de-a lungul drumului. La 12 km nord de Kiruna este Kurravaara, pe malul râului Torne. Regiunea de la nord de Kurravaara este nelocuită, fără drumuri, pe alocuri acoperit de păduri de mesteacăn sau cu foarte puțină vegetație, un peisaj care se repetă până la frontiera cu Norvegia și Finlanda de la Treriksröset. Zona mai joasă de la est este dominată de păduri boreale care se întind pe sute (dacă nu mii) de kilometri în Finlanda și Rusia. În jur la 15 km est de Kiruna este un grup de sate așezate pe malul râului Torne, dintre care cel mai cunoscut este Jukkasjärvi, unde în fiecare iarnă se construiește un hotel de gheață care găzduiește turiști din toată lumea. Orașele-gemene Gällivare și Malmberget sunt amplasate la 120 km sud de Kiruna. 
Kiruna a devenit oraș la 1 ianuarie 1948 și un timp a fost considerat drept cel mai mare oraș din lume după suprafață, chiar dacă majoritatea teritoriului acestuia nu a fost niciodată urban. După reforma municipală suedeza din anii '70, termenul legal de "oraș" a fost suprimat. În prezent numai zona construită este considerată de facto oraș. 

### Clima
Fiind amplasat la 145 km nord de cercul polar arctic, Kiruna are o climă subarctică cu veri răcoroase de scurtă durată și ierni lungi friguroase, chiar dacă în orașul propriu-zis aceasta poate fi mai blândă decât în pădurile din jur. Stratul de zăpadă persistă de la sfârșitul lui septembrie până la mijlocul lui mai, dar ninsorile pot avea loc tot anul împrejur. Soarele nu apune între 30 mai și 15 iulie, iar lumina de zi permanentă durează de la începutul lui mai până la începutul lui august. Noaptea polară durează între 11 decembrie și 1 ianuarie, limitele mai exacte fiind determinate în funcție de topografia locală.
Chiar dacă iernile în Kiruna sunt foarte reci în comparație cu restul Suediei, ele sunt cu mult mai blânde decât iernile de la latitudinile similare din America de Nord și Siberia, dar și față de cele din unele zone mai sudice ale altor părți ale lumii. Aceasta se datorează în mare parte influenței maritime. Temperaturi similare de iarnă pot fi întâlnite la sud până la paralela 45 în Extremul Orient rusesc. Pe de altă parte, verile în Kiruna sunt mai reci comparativ cu regiunile menționate, dar îndeajuns de calde pentru a plasa orașul sub limita pădurilor și în afara climei polare. Temperaturile de iarnă sunt, însă, semnificativ mai reci în comparație cu zonele afectate direct de curentul Golfului. De exemplu, minimele obișnuite ale lunilor ianuarie și februarie din Kiruna sunt mai joase sau apropiate de minima absolută din Tromsø.
Temperatura minimă absolută în Kiruna a fost înregistrată în ianuarie 1999 la stația meteorologică din apropiere și constituia -43,3 °C. Maxima absolută este de 31,6 °C și a fost înregistrată în iulie 1945. Cea mai caldă lună a fost iulie 2014 cu o maximă medie de 23,8 °C. Aceasta a făcut parte dintr-o caniculă care a afectat majoritatea Scandinaviei, unele stații meteorologice din nord înregistrând o căldură neobișnuit de mare în raport cu valorile lor normale. Kiruna are o climă posomorâtă influențată de sistemele atlantice de presiune joasă. Din cauza ciclului zi-noapte extrem perioada dintre aprilie și august oferă 73% din lumina anuală a soarelui potrivit valorilor normale din anii 1961-1990, în timp ce cele mai întunecate cinci luni (octombrie-februarie) conțin doar 10% din lumina soarelui.
| Date climatice pentru Kiruna (temperaturi 2002-2015; extremele începând cu 1901; precipitații și ore însorite 1961-1990) | Date climatice pentru Kiruna (temperaturi 2002-2015; extremele începând cu 1901; precipitații și ore însorite 1961-1990) | Date climatice pentru Kiruna (temperaturi 2002-2015; extremele începând cu 1901; precipitații și ore însorite 1961-1990) | Date climatice pentru Kiruna (temperaturi 2002-2015; extremele începând cu 1901; precipitații și ore însorite 1961-1990) | Date climatice pentru Kiruna (temperaturi 2002-2015; extremele începând cu 1901; precipitații și ore însorite 1961-1990) | Date climatice pentru Kiruna (temperaturi 2002-2015; extremele începând cu 1901; precipitații și ore însorite 1961-1990) | Date climatice pentru Kiruna (temperaturi 2002-2015; extremele începând cu 1901; precipitații și ore însorite 1961-1990) | Date climatice pentru Kiruna (temperaturi 2002-2015; extremele începând cu 1901; precipitații și ore însorite 1961-1990) | Date climatice pentru Kiruna (temperaturi 2002-2015; extremele începând cu 1901; precipitații și ore însorite 1961-1990) | Date climatice pentru Kiruna (temperaturi 2002-2015; extremele începând cu 1901; precipitații și ore însorite 1961-1990) | Date climatice pentru Kiruna (temperaturi 2002-2015; extremele începând cu 1901; precipitații și ore însorite 1961-1990) | Date climatice pentru Kiruna (temperaturi 2002-2015; extremele începând cu 1901; precipitații și ore însorite 1961-1990) | Date climatice pentru Kiruna (temperaturi 2002-2015; extremele începând cu 1901; precipitații și ore însorite 1961-1990) | Date climatice pentru Kiruna (temperaturi 2002-2015; extremele începând cu 1901; precipitații și ore însorite 1961-1990) |
| Luna | Ian | Feb | Mar | Apr | Mai | Iun | Iul | Aug | Sep | Oct | Nov | Dec | Anual |
| --- | --- | --- | --- | --- | --- | --- | --- | --- | --- | --- | --- | --- | --- |
| Maxima medie °C (°F) | −9 (15,8) | −7.2 (19) | −1.7 (28,9) | 4.1 (39,4) | 10.0 (50) | 15.5 (59,9) | 19.3 (66,7) | 17.0 (62,6) | 10.8 (51,4) | 2.8 (37) | −3.5 (25,7) | −6.3 (20,7) | 4,3 (39,7) |
| Media zilnică °C (°F) | −13.8 (7,2) | −12.2 (10) | −6.7 (19,9) | −0.7 (30,7) | 5.2 (41,4) | 10.1 (50,2) | 14.2 (57,6) | 11.8 (53,2) | 6.5 (43,7) | −0.7 (30,7) | −7.6 (18,3) | −11 (12,2) | −0,5 (31,1) |
| Minima medie °C (°F) | −18.6 (−1.5) | −17.3 (0,9) | −12.7 (9,1) | −5.5 (22,1) | 0.5 (32,9) | 5.7 (42,3) | 9.1 (48,4) | 6.7 (44,1) | 2.2 (36) | −4.2 (24,4) | −11.8 (10,8) | −15.7 (3,7) | −5,1 (22,8) |
| Minima istorică °C (°F)                                                                                                  | −43.3 (−45.9) | −42.3 (−44.1) | −36.8 (−34.2) | −31.1 (−24.0) | −21 (−5.8) | −5.8 (21,6) | −1.8 (28,8) | −4 (24,8) | −11.8 (10,8) | −28.8 (−19.8) | −34.6 (−30.3) | −38 (−36.4) | −43,3 (−45,9) |
| Precipitații mm (inches)                                                                                                 | 30.1 (1.185) | 25.4 (1) | 26.2 (1.031) | 26.9 (1.059) | 33.6 (1.323) | 48.5 (1.909) | 86.1 (3.39) | 73.6 (2.898) | 49.3 (1.941) | 47.0 (1.85) | 41.5 (1.634) | 34.0 (1.339) | 522,1 (20,555) |
| Nr. de zile cu precipitații                                                                                              | 17 | 14 | 14 | 13 | 12 | 13 | 16 | 17 | 15 | 16 | 16 | 17 | 192 |
| Ore însorite | 5 | 62 | 139 | 183 | 232 | 266 | 243 | 159 | 110 | 67 | 18 | 0 | 1.484 |
| Sursă: Swedish Meteorological and Hydrological Institute                                                                 | | | | | | | | | | | | | |

### Transport

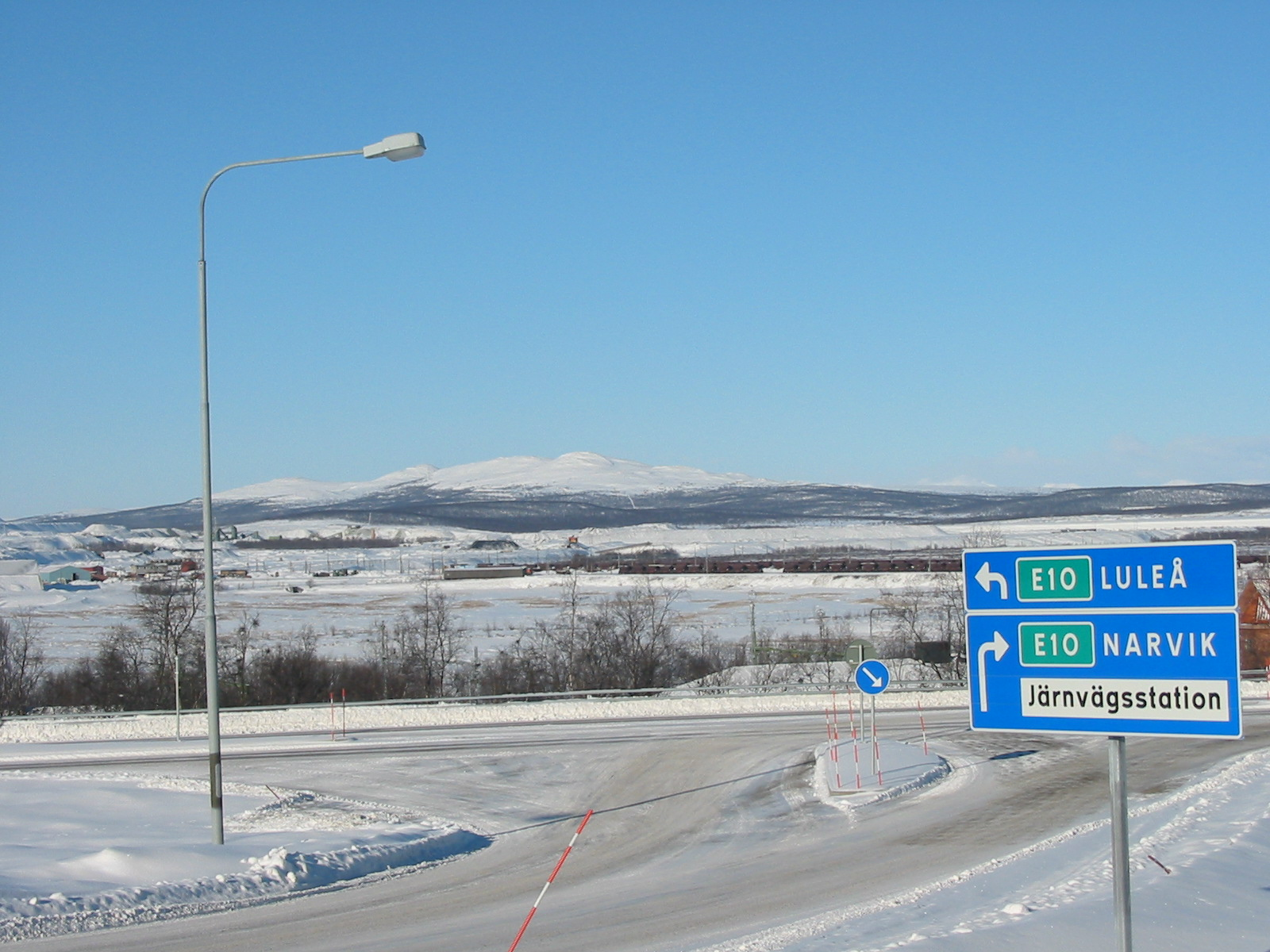
Vedere din afara Kirunei, cu drumul european E10 la stânga spre Luleå și la dreapta spre Narvik, Norvegia (și spre gara feroviară a orașului)

Kiruna se află pe drumul european E10 care leagă Luleå de Norvegia și care trece pe lângă Gällivare (la sud de Kiruna) și Narvik (pe coasta Norvegiei). Un drum scurt duce spre Kurravaara, pe malul râului Torne, și se oprește acolo. Un alt drum conectează Kiruna de Nikkaluokta, în apropiere de Kebnekaise, și este folosit de turiști pentru a ajunge în munți. Acesta trece prin sau pe lângă mai multe sate din valea râului Kalix.
Kiruna este legat de orașele principale și localitățile mai mici din provincia Norrbotten prin mai multe linii de autobuz, în timp ce liniile de cale ferată duc spre Gällivare, Kiruna și Narvik. Chiar dacă calea ferată a fost construită pentru a deservi mina, SJ AB are curse zilnice de pasageri: un tren de noapte de la Kiruna la Stockholm, un tren de zi de la Narvik la Luleå (cu posibilitatea de a lua un al doilea tren de noapte spre Stockholm sau Göteborg) și o serie de curse de tren spre Luleå și Narvik care încep și se termină în Kiruna. Trenul spre Narvik mai este numit Karven și este popular printre turiștii care vor să viziteze Abisko, Björkliden și Riksgränsen, în special în timpul iernii. Compania Transdev operează alte rute de lungă distanță în timpul verii. În 2013 gara a fost mutată la 2 km depărtare de centrul orașului. Oamenii pot ajunge acolo pe jos, dar nu este recomandat.
Aeroportul Kiruna este situat la 8 km sud-est de oraș. Câteva zboruri conectează zilnic Kiruna de Stockholm, fie direct sau cu o escală la Luleå sau Umeå. Un autobuz spre aeroport este disponibil pentru majoritatea curselor Stockholm-Arlanda, iar începând cu august 2015 - pentru toate zborurile spre sau de la Stockholm-Arlanda.

## Demografie
| \| Evoluția demografică a zonei urbane Kiruna, 1970–2015 \| Evoluția demografică a zonei urbane Kiruna, 1970–2015 \| Evoluția demografică a zonei urbane Kiruna, 1970–2015 \| Evoluția demografică a zonei urbane Kiruna, 1970–2015 \| Evoluția demografică a zonei urbane Kiruna, 1970–2015 \| \| --------------------------------------------------------------------------------------- \| ----------------------------------------------------- \| ----------------------------------------------------- \| ----------------------------------------------------- \| ----------------------------------------------------- \| \| An \| \| \| Locuitori \| \| \| 1970 \| 1970 \| \| 23.279 \| 23.279 \| \| 1975 \| 1975 \| \| 25.410 \| 25.410 \| \| 1980 \| 1980 \| \| 24.446 \| 24.446 \| \| 1990 \| 1990 \| \| 20.466 \| 20.466 \| \| 1995 \| 1995 \| \| 20.299 \| 20.299 \| \| 2000 \| 2000 \| \| 19.148 \| 19.148 \| \| 2005 \| 2005 \| \| 18.154 \| 18.154 \| \| 2010 \| 2010 \| \| 18.148 \| 18.148 \| \| 2015 \| 2015 \| \| 17.037 \| 17.037 \| \| Sursa: SCB - Statistika Centralbyrån, Folkmängden per tätort. Vart femte år 1960 - 2016 \| \| \| \| \| |      |  |           |        |
| Evoluția demografică a zonei urbane Kiruna, 1970–2015 |      |  |           |        |
| An |      |  | Locuitori |        |
| 1970 | 1970 |  | 23.279    | 23.279 |
| 1975 | 1975 |  | 25.410    | 25.410 |
| 1980 | 1980 |  | 24.446    | 24.446 |
| 1990 | 1990 |  | 20.466    | 20.466 |
| 1995 | 1995 |  | 20.299    | 20.299 |
| 2000 | 2000 |  | 19.148    | 19.148 |
| 2005 | 2005 |  | 18.154    | 18.154 |
| 2010 | 2010 |  | 18.148    | 18.148 |
| 2015 | 2015 |  | 17.037    | 17.037 |
| Sursa: SCB - Statistika Centralbyrån, Folkmängden per tätort. Vart femte år 1960 - 2016 |      |  |           |        |

## Economie

### Industria spațială
La sfârșitul anilor 1940 au început să se realizeze cercetări spațiale în oraș.
Acolo este amplasată o stație ESTRACK a Agenției Spațiale Europene (ESA), dar și Esrange (European Space and Sounding Rocket Range), o stație EISCAT și sediul științific al EISCAT.
În Kiruna își mai are sediul Institutul Suedez de Fizică Spațială și Departamentul de Știință Spațială al Universității de Tehnologie din Luleå.
Guvernul suedez a anunțat în 2007 că orașul Kiruna va găzdui Cosmodromul Suedia, în urma semnării unei înțelegeri cu Virgin Galactic.

### Turism

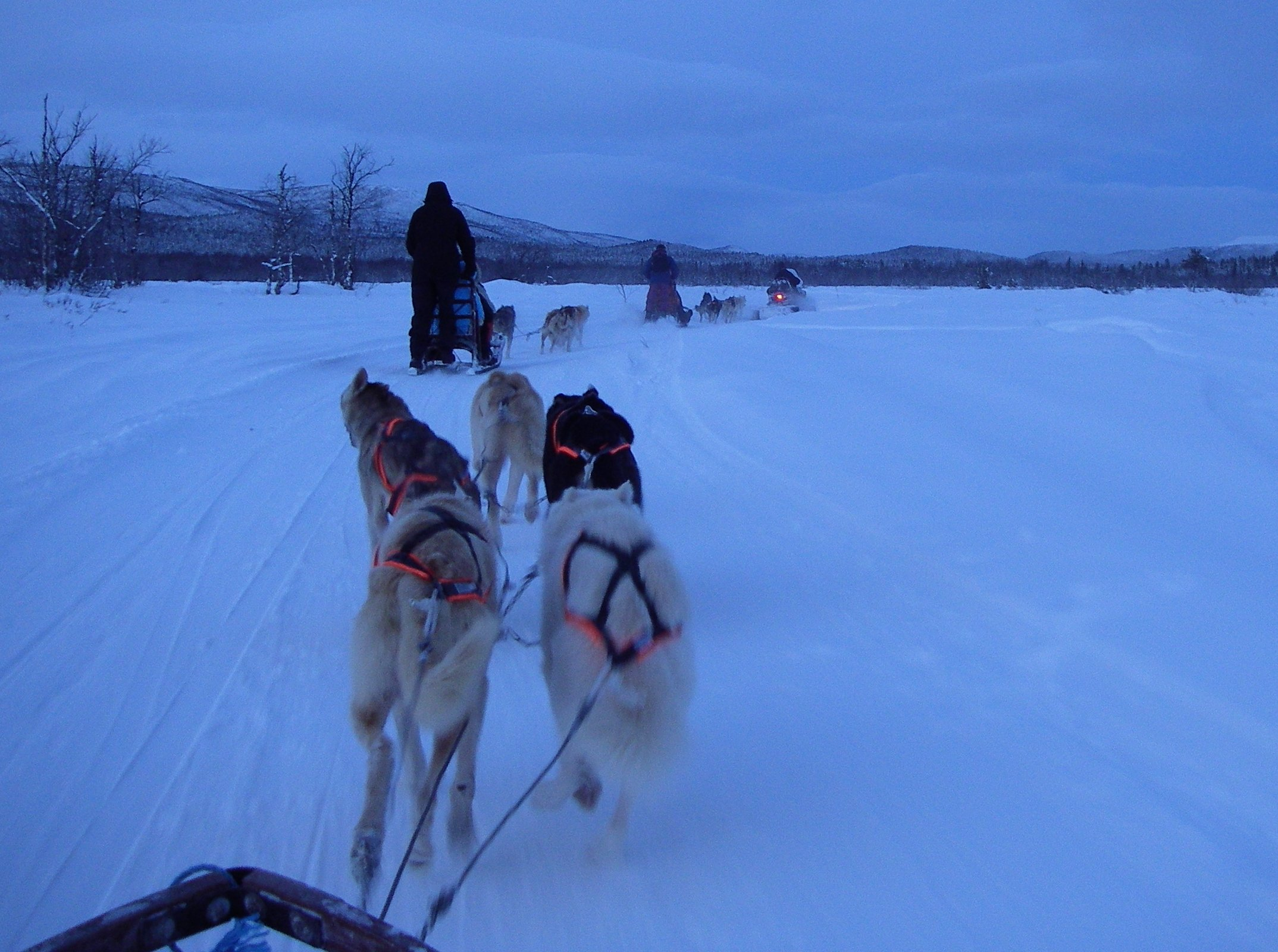
Saniile trase de câini sunt populare în regiunea din jurul Kirunei.

Kiruna reprezintă poarta spre cea mai întinsă regiune sălbatică și nepopulată a Europei.
Turismul constituie o sursă importantă de venit pentru oraș și zonele înconjurătoare, fiind destinația a circa 300.000 de turiști anual (1998). Aceștia pot vizita mina, biserica, Stația de Cercetări Științifice Abisko, Institutul de Fizică Spațială, Esrange; alte activități cuprind pescuitul și vânătoarea. Turiștii au de asemenea ocazia să exploreze cultura sami, în special în combinație cu activități de iarnă precum plimbările pe sănii trase de câini.
În timpul verii este populară drumeția prin parcurile naționale cum ar fi Parcul Național Abisko și prin munții de până la Kebnekaise, în special de-a lungul traseelor Kungsleden și Nordkalottruta. Alte activități de sezon includ explorarea peșterilor, raftingul, canotajul și călătoriile cu barca pe lacuri. Zonele de la nord de cercul polar atrag turiștii care vor să vadă soarele de miazănoapte. Festivalul anual de muzică Kiruna are loc în timpul acestui eveniment.
Pe parcursul iernii Hotelul de Gheață și aurora polară sunt principalele atracții turistice. Prezența sigură a zăpezii și de lungă durată (de obicei din octombrie până în mai) și apele înghețate înlesnesc practicarea schiului cross-country, schiului alpin, curselor pe sănii trase de câini și pe snowmobile. De asemenea populare sunt cățărarea pe gheață în munți și patinajul pe gheața lacurilor și râurilor. Festivalul anual al Zăpezii se petrece în fiecare an în ultimul weekend din luna ianuarie. Acesta include sărituri cu scuterul, curse cu reni și un concurs de sculpturi în gheață.

## Atracții
În satul Jukkasjärvi se află Icehotel (Hotelul de Gheață), reconstruit în fiecare an pentru perioada iernii.
Biserica Kiruna, construită în 1912, este una dintre cele mai mari construcții de lemn din Suedia. Exteriorul este construit în stilul neogotic, iar altarul - în Art Nouveau. În 2001 Biserica Kiruna a fost votată cea mai populară clădire din Suedia de dinainte de 1950 într-un sondaj național organizat de Riksutställningar, un departament guvernamental asociat cu Ministerul Culturii din Suedia.
În oraș se găsește prima arenă acoperită de hochei pe gheață, Matojärvi. Aveasta a fost vizitată de mulți dintre cei mai faimoși jucători de hochei din Suedia, cum ar fi Börje Salming, Mats Sundin și Peter Forsberg.

## Orașe înfrățite
Orașe înfrățite cu Kiruna:
- Narvik, Norvegia
- Arhanghelsk, Rusia